# John Hamel Elgood
John Hamel Elgood (1909-1998) foi um ornitólogo britânico.
Ele foi o fundador da Sociedade Nigeriana de Ornitólogos.
Táxon de autoria: Malimbus ibadanensis.